# حرب ميكستون
كانت حرب ميكستون (1540–1542) تمردًا قام به شعب كاكسكان في شمال غرب المكسيك ضد الغزاة الأسبان. سميت الحرب باسم ميكستون، وهو تل في زاكاتيكاس كان بمثابة معقل للسكان الأصليين.

## الكاكسكان

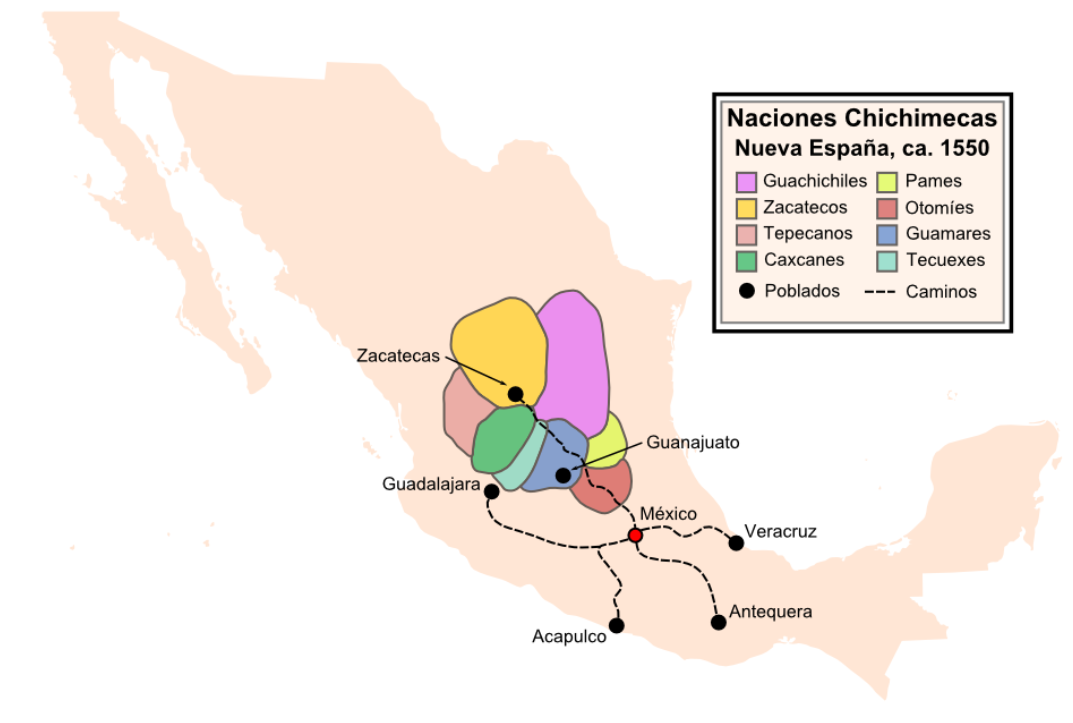
موقع السكان الأصليين في المنطقة التي خاضت فيها حرب ميكستون

مع أن جماعات السكان الأصليين الأخرى قاتلت أيضًا ضد الإسبان في حرب ميكستون، إلا أن الكاكسكان كانوا «قلب وروح» المقاومة. عاش الكاكسكان في الجزء الشمالي من ولاية خاليسكو المكسيكية الحالية، في جنوب زاكاتيكاس، وأغواسكاليينتس. غالبًا ما كانوا يُعتبرون جزءً من تشيتشيميكا، وهو مصطلح عام يستخدمه الإسبان والآزتك لجميع الأمريكيين الأصليين الرحل وشبه الرحل الذين يعيشون في صحاري شمال المكسيك. ومع ذلك، يبدو أن الكاكسكان كانوا مستقرين، ويعتمدون على الزراعة لكسب عيشهم ويعيشون في مدن ومستوطنات دائمة. ربما كانوا، على الأرجح، في أقصى الشمال، من السكان الزراعيين في المدن والبلدات في المناطق الداخلية من المكسيك. يُعتقد أن الكاكسكان قد تحدثوا بلغة لغات يوتو أزتيكية. كان الأمريكيون الأصليون الآخرون الذين شاركوا في الثورة هم ثاكاتيكو من الولاية التي تحمل الاسم نفسه.

## الخلفية
كان أول اتصال لكاكسكان والشعوب الأصلية الأخرى في شمال غرب المكسيك مع الإسبان في عام 1529 عندما انطلق نونيو بيلتران دي غوثمان من مكسيكو سيتي ومعه 300 إلى 400 إسباني و5000 إلى 8000 من حلفاء الآزتك وتلاكسكالان في مسيرة عبر ناياريت، وخاليسكو، ودورانجو، وسينالوا، وزاكاتيكاس. وعلى مدى ست سنوات، قتل غوثمان، الذي كان وحشيًا حتى وفقًا لمعايير اليوم، الآلاف من السكان الأصليين وعذبهم واستعبدهم. كانت سياسة غوثمان تتمثل في «إرهاب السكان الأصليين بالقتل غير المبرر والتعذيب والاستعباد». أسس غوثمان ومساعديه بلدات ومستوطنات إسبانية في المنطقة، تسمى غاليثيا الجديدة، بما في ذلك غوادالاخارا في أو بالقرب من موطن الكاكسكان. لكن الإسبان واجهوا، عندما تحركوا أكثر، مقاومة متزايدة من المجتمعات الهرمية المعقدة في وسط المكسيك وحاولوا إجبار السكان الأصليين على العبودية من خلال نظام إنكوميندا (الطرود).

## الحرب

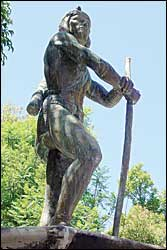
تمثال فرانسيسكو تينامازتل، زعيم السكان الأصليين في حرب ميكستون، في الساحة الرئيسية لنوشيستلان دي ميخيا، زاكاتيكاس

في ربيع عام 1540، رد الكاكسكان وحلفاؤهم، الذي ربما حدث بسبب حقيقة أن الحاكم فرانسيسكو فاسكويز دي كورونادو قد أخذ معه أكثر من 1600 إسباني وحلفاء من السكان الأصليين من المنطقة شمالًا في رحلته الاستكشافية إلى ما سيصبح اليوم جنوب غرب الولايات المتحدة. هكذا كانت المقاطعة مجردة العدد من أكثر جنودها كفاءة. كانت الشرارة التي أشعلت الحرب على ما يبدو اعتقال 18 من زعماء السكان الأصليين المتمردين وشنق تسعة منهم في منتصف عام 1540. وفي وقت لاحق من نفس العام، نهض السكان الأصليون لقتل وشواء وأكل عضو الطرود خوان دي آرسي. كما أدركت السلطات الإسبانية أن السكان الأصليين كانوا يشاركون في رقصات «شيطانية». وبعد قتل اثنين من الكهنة الكاثوليك، فر العديد من السكان الأصليين من الطرود ولجأوا إلى الجبال، وخاصة في حصن التل في ميكستون. قاد القائم بأعمال الحاكم كريستوبال دي أونياتي قوة إسبانية وأصلية لقمع التمرد. قَتل الكاكسكان وفدًا تكون من كاهن واحد وعشرة جنود إسبان. حاول أونياتي اقتحام ميكستون، لكن السكان الأصليين في القمة صدوا هجومه. ثم طلب أونات تعزيزات من العاصمة مكسيكو سيتي.
كان هيكل قيادة الكاكسكان غير معروف ولكن أبرز زعيم من بينهم كان من تينامازتل (فرانسيسكو تينامازتل) من نوشيستلان في ثاكاتيكو.

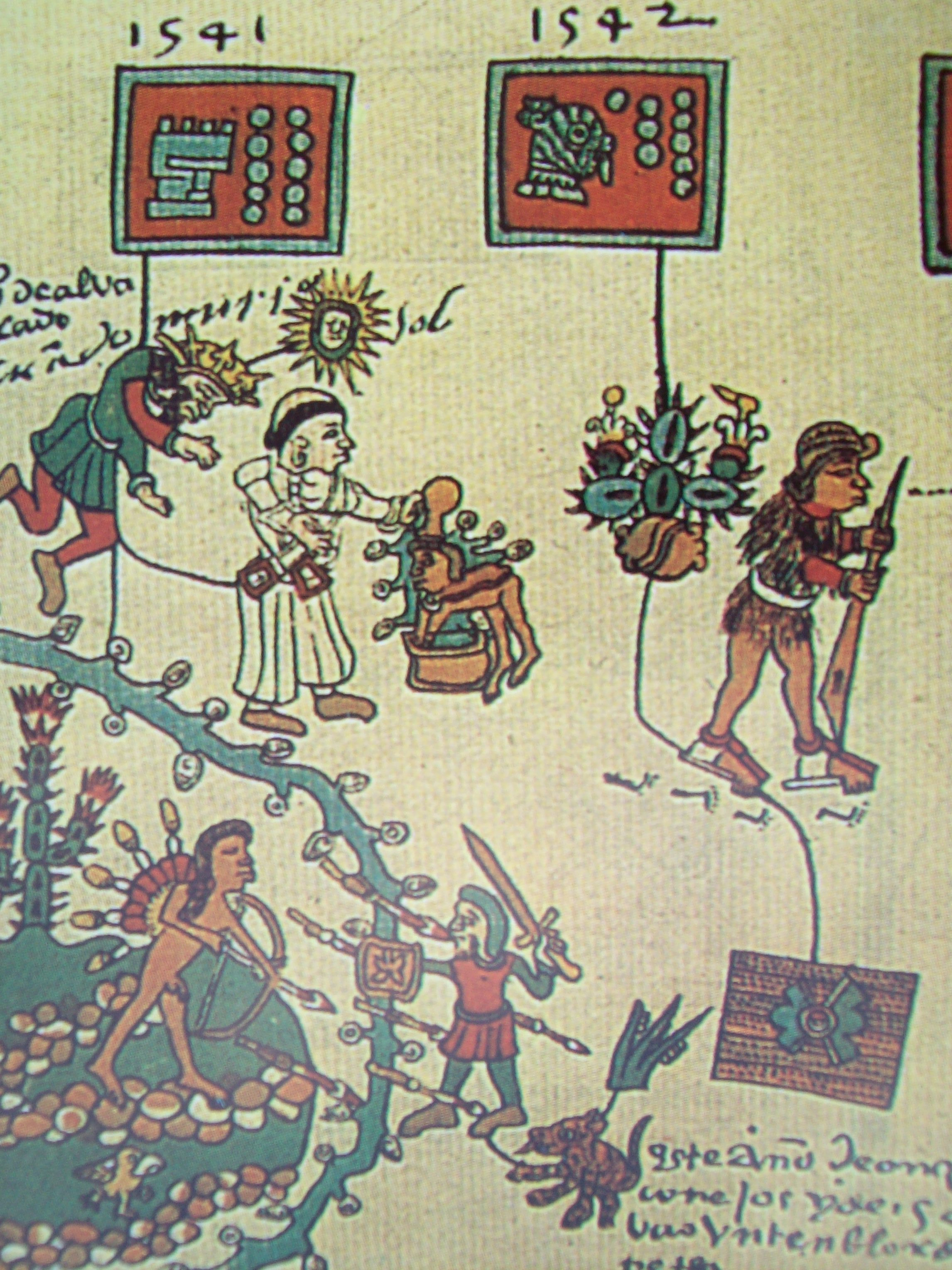
تم تصوير وفاة بيدرو دي ألفارادو في أعلى اليسار. يواجه زعيم السكان الأصليين فرانسيسكو تينامازتل نائب الملك أنطونيو دي مندوزا في أسفل اليسار.

دعا نائب الملك أنطونيو دي مندوزا الفاتح ذو الخبرة بيدرو دي ألفارادو للمساعدة في إخماد الثورة. رفض ألفارادو انتظار التعزيزات وهاجم ميكستون في يونيو 1541 ب400 إسباني وعدد غير معروف من الحلفاء الأصليين. التقى به هناك ما يقدر بنحو 15,000 من السكان الأصليين تحت تينامازتل ودون دييغو، وهو من ثاكاتيكو. تم صد الهجوم الأول للإسبان حيث قُتل به عشرة من الإسبان والعديد من الحلفاء الأصليين. كما لم تنجح الهجمات اللاحقة التي قام بها ألفارادو، وفي 24 يونيو أصيب ألفارادو بجروح عندما سقط حصان عليه. توفي في 4 يوليو.
تشجع السكان الأصليون وهاجموا مدينة غوادالاخارا في سبتمبر ولكن تم صدهم. تراجع الجيش الأصلي إلى نوشيستلان ونقاط القوة الأخرى. كانت السلطات الإسبانية الآن تشعر بالقلق الشديد وتخشى أن ينتشر التمرد. لقد قامت السلطات بتجميع قوة من 450 إسبانيًا ومن 30 إلى 60 ألفًا من الآزتك والتلاكسكالان وغيرهم من السكان الأصليين وتحت حكم نائب الملك أنطونيو دي مندوزا غزا أراضي الكاكسكان. ومع قوته الساحقة، قلص مندوزا معاقل السكان الأصليين واحدة تلو الأخرى في حرب لا رجعة فيها. وفي 9 نوفمبر 1541، استولى على مدينة نوشيستلان وتينامازتل، لكن زعيم السكان الأصليين هرب لاحقًا. ظلت تينامازتل حرة باعتبارها منطقة حرب العصابات حتى عام 1550. في أوائل عام 1542 سقط معقل ميكستون في أيدي الإسبان وانتهى التمرد. كانت تداعيات هزيمة السكان الأصليين هي أن «الآلاف تم جرهم مقيدين بالسلاسل إلى المناجم، وتم نقل العديد من الناجين (معظمهم من النساء والأطفال) من أوطانهم للعمل في المزارع والمزارع الإسبانية». وبأمر من نائب الملك، تم القبض على الرجال والنساء والأطفال وإعدامهم، بعضهم بنيران المدافع، وبعضهم نهشتهم الكلاب، والبعض الآخر طعنوا. دفعت التقارير عن العنف المفرط ضد المدنيين من السكان الأصليين مجلس جزر الهند إلى إجراء تحقيق سري في سلوك نائب الملك.

## العواقب
كما قالت إحدى السلطات، فإن نجاح كورتيس في هزيمة الأزتيك في غضون عامين فقط «أسس وهمًا بالتفوق الأوروبي على الهندي كمحارب». ومع ذلك، فإن الانتصارات الإسبانية على الآزتك والمجتمعات المعقدة الأخرى «لم تكن سوى مقدمة لصراع عسكري أطول بكثير ضد البراعة الغريبة والمخيفة لمحاربي أمريكا الهندية الأكثر بدائية».
مكّن الانتصار في حرب ميكستون الإسبان من السيطرة على المنطقة التي تقع فيها غوادالاخارا في خاليسكو، وهي ثاني أكبر مدينة في المكسيك. كما أنها سمحت لهم بالوصول إلى صحاري الشمال حيث يبحث المستكشفون الإسبان عن رواسب الفضة الغنية ويجدونها.
بعد هزيمتهم، تم استيعاب الكاكسكان في المجتمع الإسباني وفقدوا هويتهم كشعب متميز. كانوا فيما بعد بمثابة مساعدين للجنود الإسبان في تقدمهم المستمر شمالًا. لقد أدى التوسع الإسباني بعد حرب ميكستون إلى حرب أطول وأكثر دموية، حرب تشيتشيميكا (من العام 1550 حتى عام 1590). أُجبر الإسبان على تغيير سياستهم من سياسة إخضاع السكان الأصليين بالقوة إلى الإقامة والاستيعاب التدريجي، وهي عملية استغرقت قرونًا.
من المحتمل أن يبقى الكاكسكان حتى القرن الحادي والعشرين، على الأقل في المهرجانات الشعبية، مثل شعب تاستوان. إن المهرجانات السنوية لتاستوان في مدن مثل موياهوا دي إسترادا في زاكاتيكاس تخلد ذكرى حرب ميكستون.